# Анатолівська сільська рада (Березівський район)
Анато́лівська сільська́ ра́да — колишня адміністративно-територіальна одиниця та орган місцевого самоврядування в Березівському районі Одеської області. Адміністративний центр — село Анатолівка.

## Загальні відомості
Анатолівська сільська рада утворена в 1922 році.
- Територія ради: 71,48 км²
- Населення ради: 982 особи (станом на 2001 рік)

## Населені пункти
Сільській раді були підпорядковані населені пункти:
- с. Анатолівка
- с. Антонівка
- с. Веселе
- с. Красне

## Населення
Згідно з переписом 1989 року населення сільської ради становило 1102 особи, з яких 505 чоловіків та 597 жінок.
За переписом населення 2001 року в сільській раді мешкали 982 особи.

### Мова
Розподіл населення за рідною мовою за даними перепису 2001 року:
| Мова       | Відсоток |
| ---------- | -------- |
| українська | 50,51 %  |
| російська  | 47,66 %  |
| молдовська | 1,32 %   |
| білоруська | 0,1 %    |
| болгарська | 0,1 %    |
| гагаузька  | 0,1 %    |

## Склад ради
Рада складалася з 15 депутатів та голови.
- Голова ради: Марченко Володимир Григорович
- Секретар ради: Свіщук Катерина Іванівна

### Керівний склад попередніх скликань
| Прізвище, ім'я, по батькові   | Основні відомості                                                                       | Дата обрання | Дата звільнення |
| ----------------------------- | --------------------------------------------------------------------------------------- | ------------ | --------------- |
| Марченко Володимир Григорович | Сільський голова, 1947 року народження, безпартійний                                    | 26.03.2006   | 31.10.2010      |
| Гненна Тетяна Василівна       | Сільський голова, 1964 року народження, освіта середня спеціальна, член Партії регіонів | 31.10.2010   | 09.09.2012      |
| Марченко Володимир Григорович | Сільський голова, 1947 року народження, освіта вища, безпартійний                       | 09.09.2012   |                 |

Примітка: таблиця складена за даними сайту Верховної Ради України

### Депутати
За результатами місцевих виборів 2010 року депутатами ради стали:

#### За суб'єктами висування
| Суб'єкт висування | Кількість обраних депутатів | %  |
| ----------------- | --------------------------- | -- |
| Партія регіонів   | 12                          | 80 |
| Самовисування     | 3                           | 20 |

#### За округами
| № округу        | Прізвище, ім'я, по батькові      | Дата визнання обраним | Освіта             | Партійна приналежність | Відомості про обраного депутата                  |
| --------------- | -------------------------------- | --------------------- | ------------------ | ---------------------- | ------------------------------------------------ |
| Партія регіонів |                                  |                       |                    |                        |                                                  |
| 1               | Жусь Каріна Миколаївна           | 02.11.2010            | вища               | член Партії регіонів   | Анатолівська загальноосвітня школа, директор     |
| 2               | Хріненко Валентина Іванівна      | 02.11.2010            | середня            | член Партії регіонів   | тимчасово не працює                              |
| 3               | Діденко Валентина Миколаївна     | 02.11.2010            | вища               | член Партії регіонів   | Анатолівська загальноосвітня школа, вчитель      |
| 4               | Буриш Тетяна Василівна           | 02.11.2010            | середня спеціальна | член Партії регіонів   | тимчасово не працює                              |
| 5               | Свіщук Катерина Іванівна         | 02.11.2010            | середня спеціальна | член Партії регіонів   | Анатолівська сільська рада, секретар             |
| 6               | Войтов Андрій Григорович         | 02.11.2010            | вища               | член Партії регіонів   | Анатолівська загальноосвітня школа, вчитель      |
| 7               | Федін Василь Миколайович         | 02.11.2010            | середня спеціальна | член Партії регіонів   | одноосібник                                      |
| 11              | Будько Григорій Володимирович    | 02.11.2010            | вища               | член Партії регіонів   | фермерське господарство «АНТ»                    |
| 12              | Белейчук Галина Миколаївна       | 02.11.2010            | середня            | член Партії регіонів   | пенсіонер                                        |
| 13              | Блажієвська Валентина Миколаївна | 02.11.2010            | середня            | член Партії регіонів   | тимчасово не працює                              |
| 14              | Рахнянська Олена Миколаївна      | 02.11.2010            | вища               | член Партії регіонів   | тимчасово не працює                              |
| 15              | Бартош Юрій Володимирович        | 02.11.2010            | вища               | член Партії регіонів   | Одеський державний аграрний університет, студент |
| Самовисування   |                                  |                       |                    |                        |                                                  |
| 8               | Дорогий Юрій Іванович            | 02.11.2010            | середня            | позапартійний          | одноосібник                                      |
| 9               | Васильєва Надія Іванівна         | 27.12.2010            | середня            | позапартійна           | тимчасово не працює                              |
| 10              | Романенко Світлана Володимирівна | 02.11.2010            | вища               | позапартійна           | тимчасово не працює                              |